# Sunes sommar (film)
Sunes sommar är en svensk komedifilm som hade biopremiär i Sverige den 25 december 1993, regisserad av Stephan Apelgren med Peter Haber, Carina Lidbom och Andreas Hoffer med flera i rollerna. Filmen utspelar sig i svensk sommar-semestermiljö, och bygger på den åttonde kapitelboken om figuren Sune av Anders Jacobsson och Sören Olsson.
Filmen blev en succé på bio och sågs av nära en miljon biobesökare. Den har även belönats med flera filmpriser världen över, bland annat förstapris vid Italiafiction-festivalen i Salerno. Peter Haber blev även nominerad till en Guldbagge för sin roll som Sunes pappa Rudolf.

## Handling
Det är sommar i Sverige, och familjen Andersson har bestämt sig för att åka på semester till Grekland. Resan visar sig dock vara "för dyr" och istället bestämmer sig familjen för att åka på husvagnssemester. När resan startar backar Karin över Rudolfs fot med husvagnen, och på sjukhuset träffar Sune en flicka vid namn Cornelia och blir förälskad i henne. Väl på campingen visar det sig att Sune och Cornelias familjer bor grannar, och Sune funderar på hur han ska visa sin kärlek för henne.

## Rollista
| Peter Haber              | – pappa Rudolf    |
| Carina Lidbom            | – mamma Karin     |
| Andreas Hoffer           | – Sune            |
| Gabriel Odenhammar       | – Håkan           |
| Nina Almlöf              | – Anna            |
| Pär Ericson              | – Rune/Torsten    |
| Nils Moritz              | – Cyklisten       |
| Robert Gustafsson        | – Leffe           |
| Lars Väringer            | – Lenny           |
| Anna von Rosen Sundelius | – Bettan          |
| Tina Johnson             | – Cornelia        |
| Carl-Magnus Dellow       | – Kenny           |
| Gaby Stenberg            | – fru Gunnarsson  |
| Anne-Li Norberg          | – resebyråkvinnan |
| Göran Gillinger          | – strandkillen    |
| Dorman Smith             | – basketspelaren  |
| My Linder                | – Stina           |

## Produktion
Filmen spelades in i Stockholm, vid Tofta strand på Gotland och Björkviks havsbad på Ingarö. Inspelningen började den 14 juni 1993.

## Hemvideo
Filmen släpptes på hemvideo 1994 som VHS och senare på DVD, och ingick 2008 även i samlingsboxen "Sommar & jul med Sune" bestående av en trippel-DVD som även bestod av Sunes jul.